# Kloosterzande
Kloosterzande es una localidad del municipio de Hulst, en la provincia de Zelanda (Países Bajos). Está situada unos 24 km al suroeste de Bergen op Zoom.
Hasta el 1 de enero de 2003 era parte del municipio de Hontenisse.
- Datos: Q945131
- Multimedia: Kloosterzande / Q945131

1. ↑  Worldpostalcodes.org,código postal n.º 4587.